# یورگن آوگوستون
یورگن آوگوستون (سوئدی: Jörgen Augustsson؛ زادهٔ ۲۸ اکتبر ۱۹۵۲) بازیکن و مربی فوتبال اهل سوئد بود.
وی همچنین در تیم ملی فوتبال سوئد بازی کرده‌است.